# 萊姆斯通鎮區 (密歇根州)
萊姆斯通鎮區（英語：Limestone Township）是位於美國密歇根州阿爾傑縣的一個行政鎮區。

## 地方資料
萊姆斯通鎮區的面積為194.70平方千米，當中陸地面積為192.20平方千米，而水域面積為2.40平方千米。根據2010年美國人口普查的數據，當地共有人口392人，而人口密度為每平方千米2.01人。